# Fontosabb óvilági történelem előtti kultúrák
A táblázat áttekintő képet ad a különböző jelentősebb óvilági régészeti kultúrák közötti kapcsolatokról. Útmutatóul szolgál az írott történelem előtti időszak számos jellemzőjének megismeréséhez az egyes szócikkek hiperhivatkozásait követve.

## Táblázat
| | Európa | Európa | Afrika                                                    | Afrika                                            | Ázsia                                                                                                | Ázsia                         | Ázsia                                                        |
| Korszak (éghajlat) | Nyugat-Európa                                                                                             | Közép-Európa és Kelet-Európa                                                                                            | Észak-Afrika, Nyugat-Afrika és Szahara                    | Közép-Afrika, Dél-Afrika és Kelet-Afrika          | Közép-Kelet                                                                                          | Dél-Ázsia, és Közép-Ázsia     | Kelet-Ázsia és Délkelet-Ázsia                                |
| --- | --- | --- | --------------------------------------------------------- | ------------------------------------------------- | --- | ----------------------------- | ------------------------------------------------------------ |
| 1000 évvel ezelőtt | (középkor)                                                                                                | (középkor) | (Kalifátus)                                               | (Száheli királyság) Mapungubwe                    | (Kalifátus)                                                                                          | (Középkori királyságok)       | (Szong dinasztia)                                            |
| 2000 évvel ezelőtt | (vaskor)                                                                                                  | (római kor vaskor) | (ókori Észak-Afrika)                                      | bantu terjeszkedés                                | (klasszikus antikvitás)                                                                              | (indiai vaskor)               | (Han dinasztia)                                              |
| 3000 évvel ezelőtt | bronzkor                                                                                                  | urnamezős kultúra bronzkor                                                                                              | kőrézkor Nigerben                                         | bantu terjeszkedés                                | korai vaskor késő bronzkor                                                                           | az indiai vaskor fejlődése    | kínai bronzkor                                               |
| 4000 évvel ezelőtt | harangedényes kultúra kőrézkor                                                                            | zsinegdíszes kerámia harangedényes kultúra a Dunáig/ nagyrévi kultúra a Dunától keletre a ló háziasítása                | tichiti újkőkorszak Tenerean                              |                                                   | középső bronzkor(Sumer)                                                                              | indus-völgyi civilizáció írás | kínai újkőkorszak Lungsan-kultúra                            |
| 5000 évvel ezelőtt | körülkerített falvak az első megalitok                                                                    | baden-péceli kultúra közép-európai kőrézkor                                                                             |                                                           | A dél-afrikai vadász-gyűjtögető művészet kezdetei | korai bronzkor                                                                                       | regionalizációs korszak       |                                                              |
| 6000 évvel ezelőtt | alsó-neolitikum                                                                                           | Ludanice-kultúra (ludányi, Nyitraludány) duna-vidéki kultúra újkőkorszak                                                | mediterrán és egyiptomi neolitikum                        | az újkőkorszak kezdete Kelet-Afrikában            | Uruk-kultúra kőrézkor (rézkohászat)                                                                  | Mehrgarh                      | Yang-Shao újkőkorszak rizstermesztés (?)                     |
| 7000 évvel ezelőtt | kagylódíszes és vonaldíszes kerámia (növénytermesztés, állattenyésztés, fazekasság) Tardenoisian kultúrák | lengyeli kultúra vinča-tordosi kultúra Körös-kultúra növénytermesztés, állattenyésztés (sertés, szarvasmarhafélék, juh) | szaharai/száheli újkőkorszak                              |                                                   | Ubaid-kultúra ciprusi kerámia                                                                        | Mehrgarh                      | Hongsan-kultúra Északkelet-Ázsiában (kb. 6700 évvel ezelőtt) |
| 8000 évvel ezelőtt | sauveterre-i kultúra (hüvelyesek termesztése)                                                             | újkőkorszak Görögországban és a keleti Mediterráneumban Sesklo és Choirokoitia                                          |                                                           |                                                   | újkőkorszak kerámiával Ubaid-kultúra                                                                 | Mehrgarh                      | észak-kínai újkőkorszak                                      |
| 9000 évvel ezelőtt | | backed point kultúra |                                                           | Wilton-kultúra                                    | prekeramikus B prekeramikus A újkőkorszak Törökországban (búza, árpa)                                |                               | vadász-gyűjtögetők dzsómon                                   |
| 10 000 évvel ezelőtt | azili kultúra és asiloid kultúrák                                                                         | | capsi-kultúra                                             |                                                   | kecskék háziasítása a Zagrosz-hegységben Iránban Első városok a Közel-Keleten Aşıklı Höyük és Jerikó |                               | délkelet-ázsiai Hoabinhian                                   |
| 11 000 évvel ezelőtt | | mezine kostienki |                                                           | magosi kultúra                                    | natúf-kultúra                                                                                        | kandivali-kultúra             |                                                              |
| 12 000 évvel ezelőtt A holocén kezdete véget ér a Würm-glaciális a Würm-glaciális leghidegebb szakasza (20 000 évvel ezelőtt) | magdaléni kultúra solutréi kultúra gravetti kultúra                                                       | epigravetti | Ibero-Maurisian Mushabian Sebilian                        | Lupemban kultúra                                  | Kebara-kultúra levantei                                                                              |                               | pre-dzsómon kerámia (Japánban)                               |
| felső paleolitikum 20 000 évvel ezelőtt                                                                                       | gravetti aurignaci kultúra (őskőkori művészet)                                                            | pavlovi kultúra aurignaci                                                                                               |                                                           |                                                   | anteli kultúra aurignaci (művészet)                                                                  |                               | Sơn Vi-kultúra (Észak-Vietnam)                               |
| felső paleolitikum 30 000 évvel ezelőtt                                                                                       | châtelperroni kultúra neandervölgyi ember, ember                                                          | gravetti Szeleta-kultúra                                                                                                | ateri kultúra                                             | Stillbay                                          | | Balangoda Angara kultúra      | Sen-Doki                                                     |
| 40 000 évvel ezelőtt | neandervölgyi ember, ember                                                                                | |                                                           |                                                   | emiri kultúra jabroudi kultúra                                                                       |                               |                                                              |
| 50 000 évvel ezelőtt | Moustier-kultúra (a legrégebbi sírok) neandervölgyi ember                                                 | Moustier-kultúra (a legrégebbi sírok) neandervölgyi ember                                                               | Moustier-kultúra (a legrégebbi sírok) neandervölgyi ember | fauresmithi kultúra ember                         | moustieri neandervölgyi ember                                                                        | soani kultúra                 | Ngandong-kultúra                                             |
| középső paleolitikum 70–80 000 évvel ezelőtt Würm-glaciális kezdete                                                           | neandervölgyi ember micoqui kultúra                                                                       | neandervölgyi ember | neandervölgyi ember micoqui                               | mousteroid ember                                  | neandervölgyi ember                                                                                  |                               | ordos-kultúra                                                |
| középső paleolitikum 120–100 000 évvel ezelőtt Riss-glaciális vége                                                            | Felső-Acheulean Neandervölgyi emberek                                                                     | Felső-Acheulean Neandervölgyi emberek                                                                                   | neandervölgyi ember                                       | Sangoan ember                                     | neandervölgyi ember                                                                                  | acheuli-kultúra soani         | fen-kultúra                                                  |
| 200–180 000 évvel ezelőtt Riss-glaciális kezdete                                                                              | neandervölgyi ember tayaci kultúra                                                                        | neandervölgyi ember | neandervölgyi ember acheuli                               | ember acheuli                                     | neandervölgyi ember acheuli                                                                          |                               |                                                              |
| 300 000 évvel ezelőtt (Mindell–Riss-interglaciális)                                                                           | középső-acheuli neandervölgyi ember clactoni kultúra                                                      | középső-acheuli neandervölgyi ember                                                                                     |                                                           |                                                   | | presoani                      |                                                              |
| alsó paleolitikum 500 000 évvel ezelőtt                                                                                       | alsó-acheuli heidelbergi ember neandervölgyi ember megmunkált kavicsok                                    | alsó-acheuli heidelbergi ember neandervölgyi ember megmunkált kavicsok                                                  | alsó-acheuli                                              |                                                   | neandervölgyi ember                                                                                  |                               | padjitani kultúra pekingi ember                              |
| 1 000 000 évvel ezelőtt | megmunkált kavicsok Homo antecessor                                                                       | megmunkált kavicsok Homo antecessor                                                                                     | Homo erectus megmunkált kavicsok                          | alsó-acheuli olduvai kultúra                      | |                               | megmunkált kavicsok                                          |
| 2 000 000 évvel ezelőtt | | |                                                           | Homo habilis, Homo ergaster                       | |                               |                                                              |

## Fordítás
Ez a szócikk részben vagy egészben  a   Synoptic_table_of_the_principal_old_world_prehistoric_cultures című angol Wikipédia-szócikk fordításán alapul.  Az eredeti cikk szerkesztőit annak laptörténete sorolja fel. Ez a jelzés csupán a megfogalmazás eredetét és a szerzői jogokat jelzi, nem szolgál a cikkben szereplő információk forrásmegjelöléseként. (törölt szócikk)